# Bartłomiej Basiura (prawnik)
Bartłomiej Basiura (ur. 8 sierpnia 1991 w Knurowie) – polski prawnik i pisarz.

## Życiorys
Absolwent prawa na Uniwersytecie Jagiellońskim. Pracuje jako komornik sądowy przy Sądzie Rejonowym w Chorzowie. Wydał sześć powieści kryminalnych.

## Publikacje książkowe
- Uczeń Carpzova (2012)[4]
- Zamknięta prawda (2014)[4]
- Hipnoza (2015)[4]
- Waga (2016); cykl Miłosz Goczałka (tom 1)[4]
- Reset (2016); cykl Miłosz Goczałka (tom 2)[4]
- Alert (2017); cykl Miłosz Goczałka (tom 3)[4]